# Абхазская железная дорога
Абха́зская желе́зная доро́га (абх. Аԥсны Аихамҩа) — государственная транспортная компания по обслуживанию и эксплуатации железнодорожного хозяйства на территории Абхазии.

## Краткая характеристика
Республиканское унитарное предприятие «Абхазская железная дорога» (АЖД) занимается обслуживанием и эксплуатацией путевого хозяйства, железнодорожных станций, остановочных пунктов а также подвижного состава на всей территории частично признанной Республики Абхазии.
По состоянию на июнь 2019 года действует электрифицированный участок от платформы Псоу на границе с Российской Федерацией до станции Сухум. На участке налажено грузовое и пассажирское движение. Основным пассажирским железнодорожным перевозчиком на линии является ОАО РЖД. Устройства сигнализации, централизации и блокировки обслуживались и проходили ремонт в 2018—2019 годах и работают на электрифицированном участке дороги исправно.
На участке от Сухума до границы с Грузией железнодорожное полотно от платформы Ачгуара до станции Ингири (Грузия) было повреждено или разобрано в 1990-х годах. В 2015 году железнодорожными войсками РФ проводились работы по его восстановлению.
На ветке Очамчыра — Ткуарчал осуществляется грузовое движение. Участок используется для доставки угля из Ткуарчала в порт Очамчира. Таможенный и пограничный контроль с Россией осуществляется на станциях Весёлое (Россия) и Цандрыпш (Абхазия).
Вокзалы на станциях Абхазской железной дороги разрушаются и требуют ремонта и реконструкции. Руководством республики и дороги предпринимаются усилия по восстановлению станционных зданий и сооружений, привлекаются инвесторы. Однако требуются значительные капиталовложения, которых у республики нет.

### Пассажирское движение
Тяга пассажирских составов поездов дальнего следования осуществляется тепловозами и электровозами, приписанными к ТЧЭ-8 Кавказская, ТЧЭ-12 Краснодар или ТЧЭ-16 Туапсе Северо-Кавказской железной дороги. Пригородное пассажирское движение по состоянию на начало июня 2021 года отсутствует. Электровозы и тепловозы, приписанные к ТЧ-1 Сухум используются исключительно для грузовой и маневровой работы.
2 мая 2021 года возобновлено регулярное движение фирменных туристических поездов № 927/928 «Сочи» Гагра — Сочи — Туапсе. Состав имеет оригинальную бело-голубую окраску, пассажирские вагоны оформлены в стилистике 70 — 80-х годов прошлого века и оборудованы кондиционерами, биотуалетами, розетками 220в, а также USB-портами для подзарядки индивидуальных гаджетов. Имеются вагон-ресторан и вагон-бар. С двумя составами туристического поезда постоянно работают электровозы постоянного тока ВЛ10 с номерами 1689 и 1871, приписанные к ТЧЭ-16 Туапсе СКЖД. Локомотивы окрашены в ту же ливрею что и сам состав и специально оборудованы для работы с пассажирскими поездами.

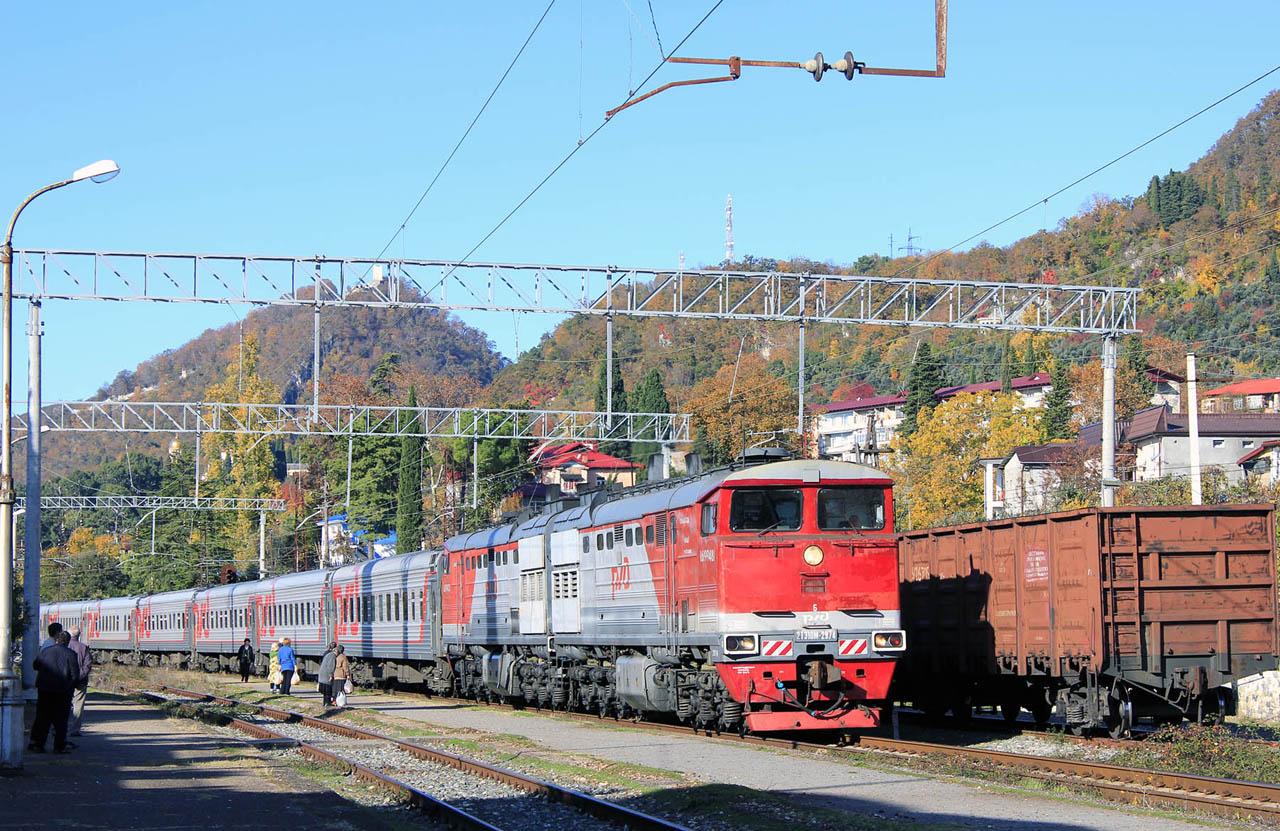
Тепловоз 2ТЭ10М-2974 с поездом на ст. Новый Афон. 2015 год.
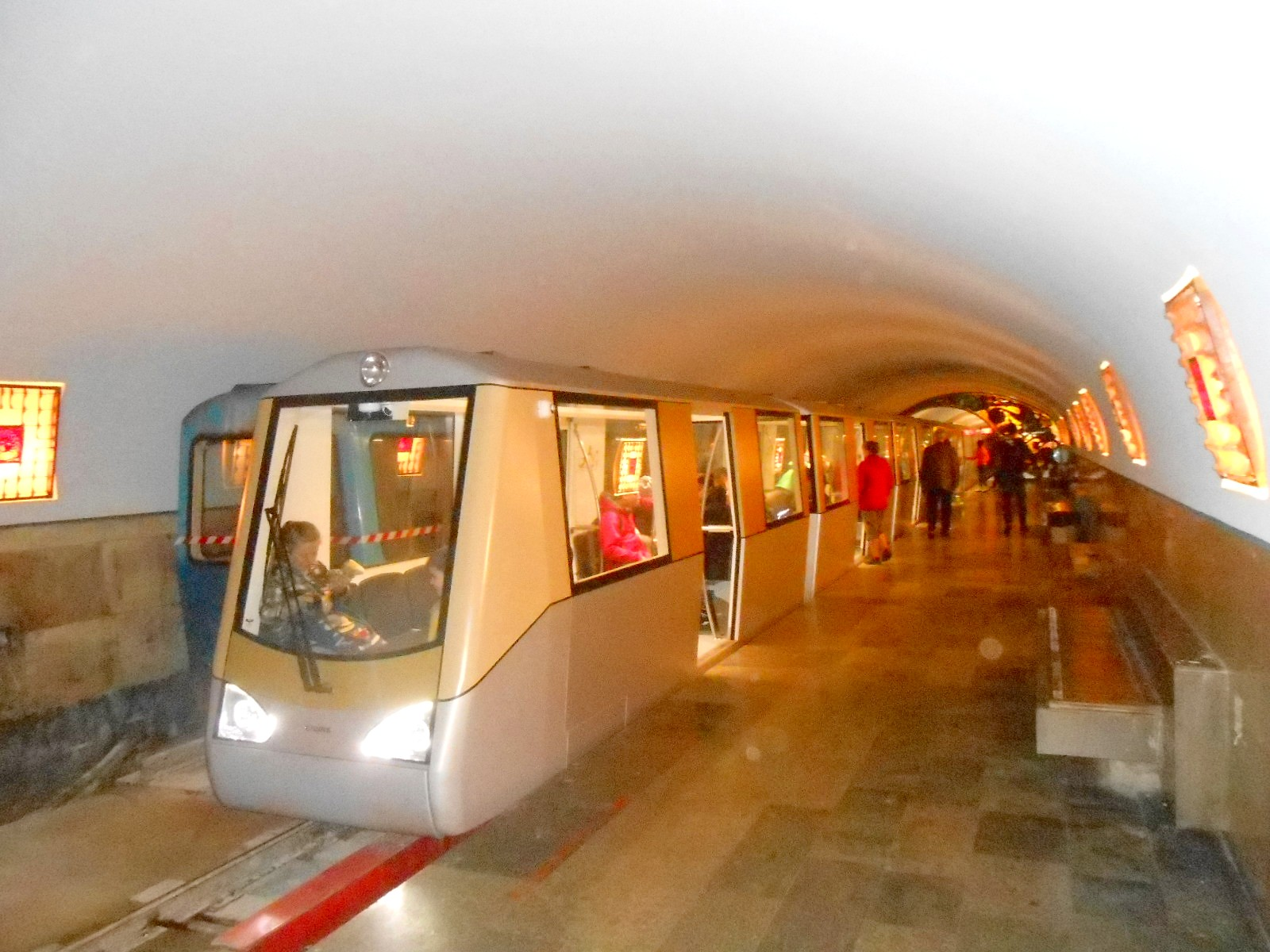
Узкоколейный электропоезд Эп-563 на станции Зал Апсны. 2014 год.
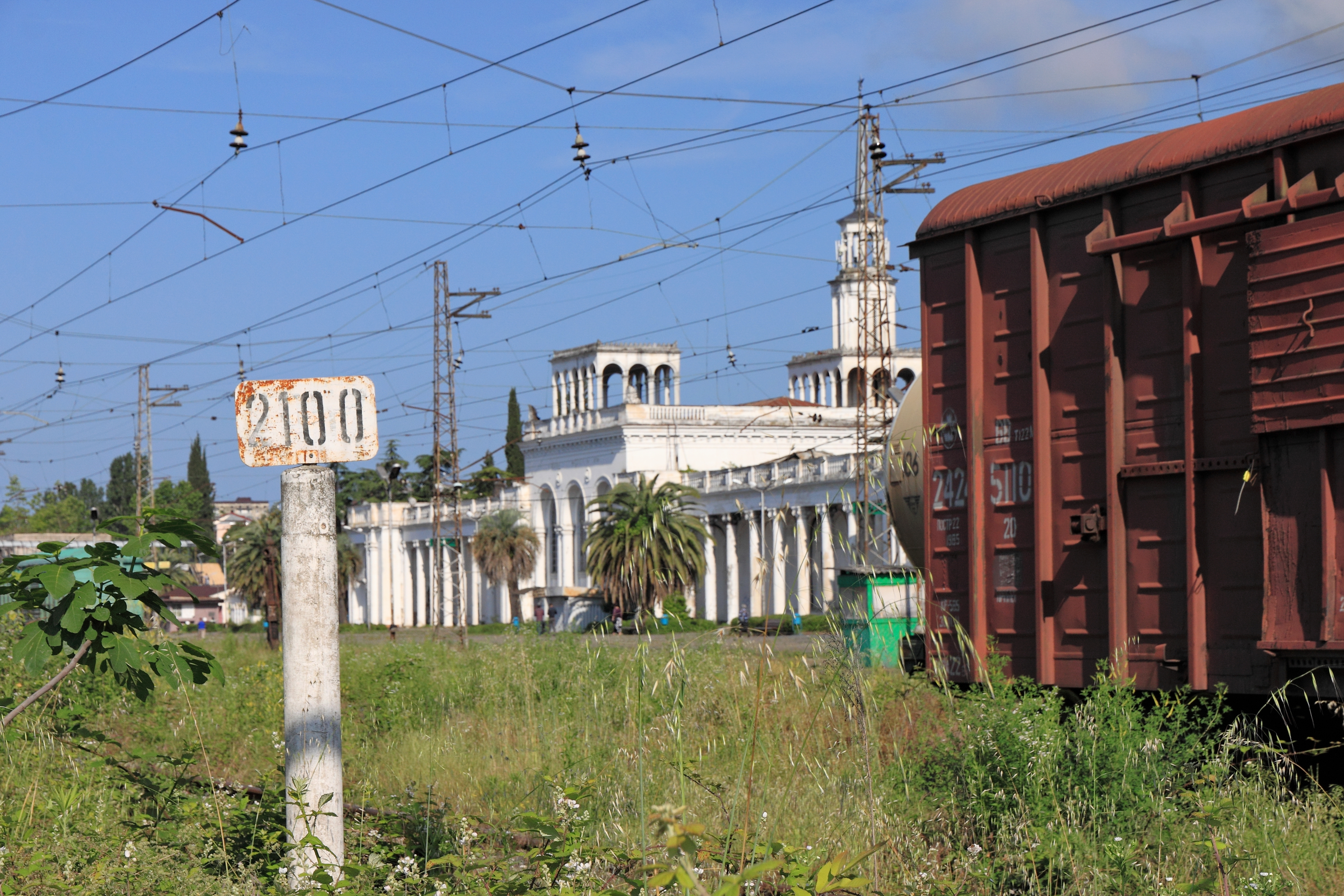
Вид на километровый указатель и железнодорожный вокзал ст. Сухум. 2014 год.
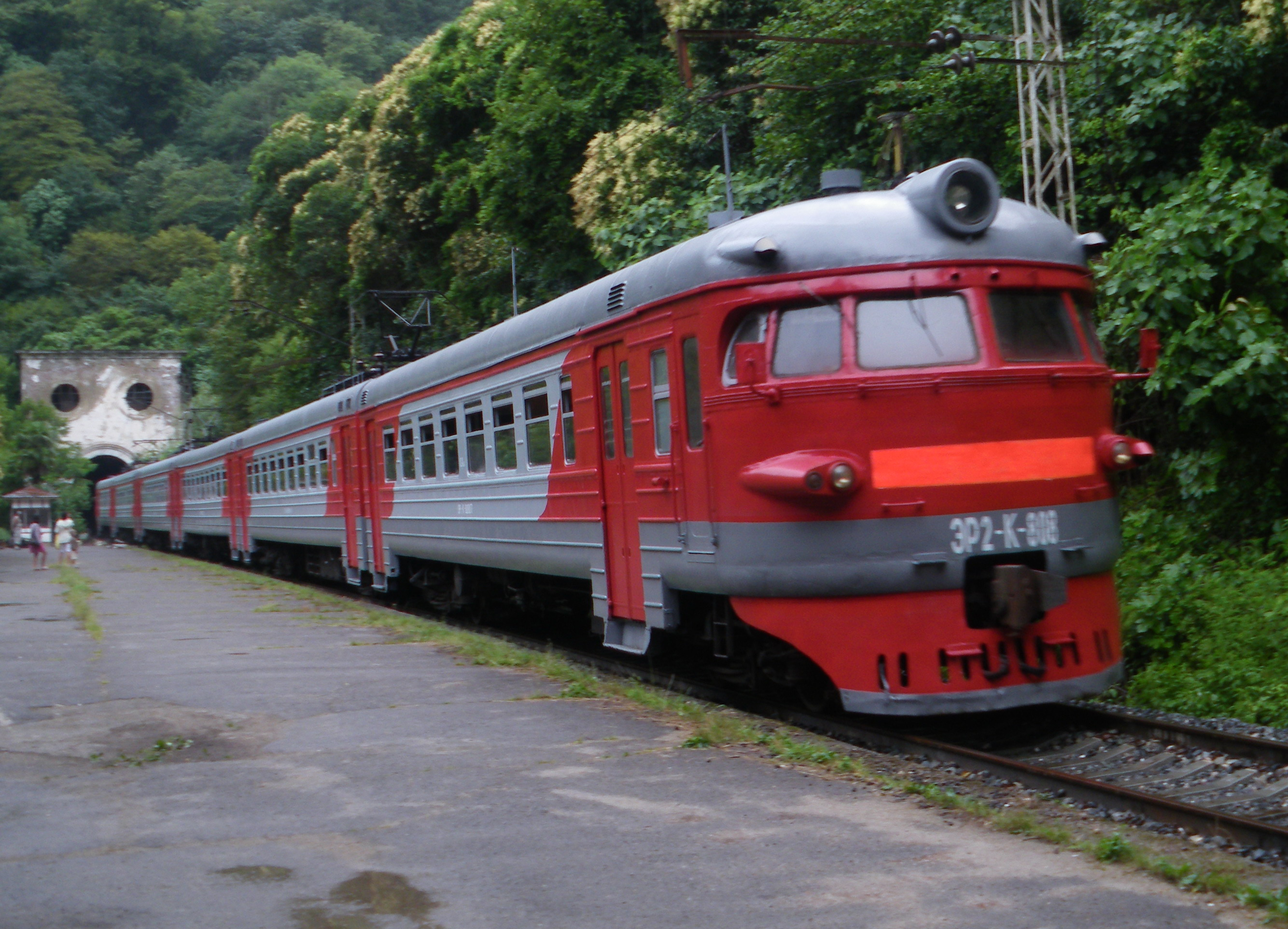
ЭР2К-808 проследовал пл. Псырцха. 2011 год.

### Подвижной состав
Эксплуатацией и обслуживанием локомотивного хозяйства занимается единственная в Абхазии тяговая часть — ТЧ1, расположенная в городе Сухуме.
| Сводная таблица подвижного состава, приписанного к ТЧ-1 Сухум, допущенные к эксплуатации1. |               |               |                           |                            |               |
| тяговая единица                                                                            | учётный номер | год постройки | род службы                | род тока (топливо)         | производитель |
| Электровозы и МВПС                                                                         |               |               |                           |                            |               |
| ВЛ8                                                                                        | ВЛ8           | ВЛ8           | магистральный (грузовой)  | = 3 кВ                     | ТЭВЗ          |
|                                                                                            |               |               | магистральный (грузовой)  | = 3 кВ                     | ТЭВЗ          |
|                                                                                            | 1162          |               | магистральный (грузовой)  | = 3 кВ                     | ТЭВЗ          |
| ЭР2Т2                                                                                      | ЭР2Т2         | ЭР2Т2         | МВПС                      | = 3 кВ                     | RVR           |
|                                                                                            | 7157          | 1990          | МВПС                      | = 3 кВ                     | RVR           |
|                                                                                            | 7188          | 1990          | МВПС                      | = 3 кВ                     | RVR           |
|                                                                                            | 7192          | 1990          | МВПС                      | = 3 кВ                     | RVR           |
| Тепловозы                                                                                  |               |               |                           |                            |               |
| ЧМЭ3                                                                                       | ЧМЭ3          | ЧМЭ3          | маневровый                | дизельное топливо          | ČKD Praha     |
|                                                                                            | 092           | 1966          | маневровый                | дизельное топливо          | ČKD Praha     |
|                                                                                            | 2630          | 1978          | маневровый                | дизельное топливо          | ČKD Praha     |
|                                                                                            | 4926          | 1985          | маневровый                | дизельное топливо          | ČKD Praha     |
| модификация T                                                                              | 6892          | 1990          | маневровый                | дизельное топливо          | ČKD Praha     |
| ТГМ4                                                                                       | ТГМ4          | ТГМ4          | маневровый                | дизельное топливо          | ЛТЗ           |
| модификация Б                                                                              | 0290          | 1990          | маневровый                | дизельное топливо          | ЛТЗ           |
| Путевые машины                                                                             |               |               |                           |                            |               |
| АГВ                                                                                        | 472           | н/д           | линейная, ремонтная       | на вспомогательной тяге    | ТМЗ           |
| Новоафонская пещерная железная дорога (МВПС)                                               |               |               |                           |                            |               |
| Эп-563                                                                                     | 003           | 2014          | узкоколейный пассажирский | = 300 в (Контактный рельс) | RVR           |

1 — по состоянию на 03.08.2021.

2 — не эксплуатируются, переданы из ТЧ-14 МЖД.

## История

### Участок Черноморской железной дороги

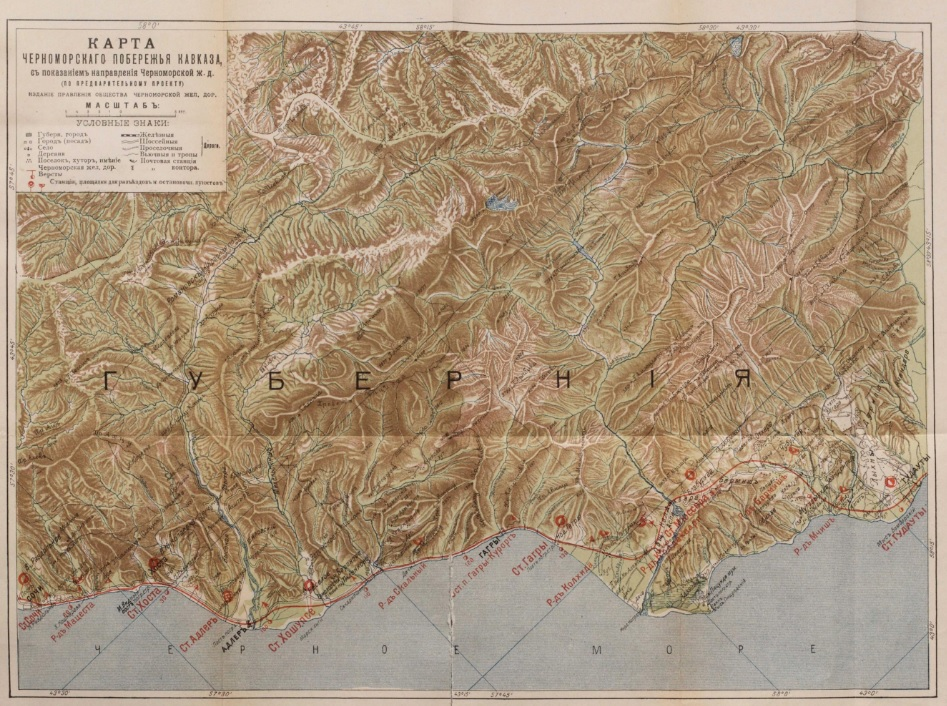
План участка Черноморской железной дороги

История Абхазской железной дороги берёт своё начало с создания побережной Черноморской железной дороги Российской империи, работы по проектированию и сооружению которой начались во второй половине XIX века.
В конце 1860-х годов выдвигается предложение о строительстве магистральной железной дороги на Черноморском побережье Кавказа от Туапсе до Сухума, которая бы связала закавказские губернии с центральными регионами Российской империи. Ю. Проценко в своей работе «Вопрос о кавказских железных дорогах» отмечал:

Сухумская линия была бы незаменима в стратегическом отношении в видах защиты Закавказья. […] Мы вполне надеемся, что счастливое положение Кавказского края, прилегающего к двум морям, богатые и обширные земли, самая разнообразная производительность и целая группа климатов, как это обыкновенно в гористой стране, обратят на себя, и весьма скоро, внимание наших капиталистов и сделают из Кавказа не только выгодное приобретение для России, но и положительно неисчерпаемую житницу.
— Г. А. Дзидзария, Труды, Т. 1
В 1872 году генерал Кравченко ставил вопрос о необходимости перевальной дороги со включением таковой в число дорог государственного значения.
Важное значение придавалось соединению Абхазии с Кубанской областью, откуда через Марухский перевал в 1877 году перешёл отряд генерала Михаила Бабича для выручки Сухума.
Поднимался вопрос и о необходимости строительства железной дороги от Сухума до ст. Ново-Сенакской Поти-Тифлисской железной дороги. В 1872 году было открыто движение на линии Тифлис — Поти, в 1877 году, Рион — Кутаис — Ткибули. В 1890 году был сдан в эксплуатацию Сурамский тоннель. Железная дорога соединила Черноморское побережье с Каспийским, а в 1899 году она была присоединена к общероссийской железнодорожной сети.
В конце XIX века, по заданию Министерства финансов Российской империи, группа инженера Гартмана провела исследование побережья Черноморской губернии и Сухумского округа «с целью выяснения целесообразности постройки железной дороги между Новороссийском и Сухумом». Строительство, по заключению Гартмана, было возможно при условии объединения линии Афипская — Туапсе — Сухум — Новосенаки в общее предприятие и при выдаче правительственных субсидий сроком на 15 лет.
В 1903 году Общество Владикавказской железной дороги приступило к строительству, но начавшаяся Русско-Японская война и общее положение в стране вынудило отказаться предпринимателей от продолжения работ.
В 1910 году инженеры Адрианов Г. В. и Малишевский И. А. представили на рассмотрение Государственной Думы ещё один проект, который предполагал прокладку железной дороги от Екатеринодара до Новосенаки по побережью Чёрного моря.
В 1911 году появилась записка Действительного статского советника и бывшего начальника Закавказской железной дороги А. Н. Пушечникова, в которой приводилось краткое Технико-экономическое обоснование строительства Черноморской железной дороги. Общая длина которой должна была составить 323 версты и оценивалась автором более чем в 80 000 000 руб.
В 1912 году было создано паевое «Общество Черноморской железной дороги» и утверждён его Устав, проект которого представлялся на рассмотрение и утверждение ещё в 1901 году. Его учредителями выступили Н. Н. Перцов, А. И. Путилов и С. С. Хрулёв.
На Всероссийской культурно-промышленной и сельскохозяйственной выставке «Русская Ривьера» в 1913 году обществом был представлен подробный макет строящейся дороги. Был выпущен иллюстрированный альбом «Строящаяся Черноморская железная дорога. Туапсе — Квалони», в котором подробно освещался ход строительства.
Основной задачей предприятия было заявлено возведение и эксплуатация линии нормальной колеи от Туапсе до соединения её с Закавказскими железными дорогами у разъезда Квалони. Протяжённость — 322 версты при стоимости работ 70 000 000 руб.
К работам по сооружению новой линии Черноморской железной дороги Общество приступило 15 июня 1914 года после утверждения всей необходимой документации. В годы Первой Мировой войны началось строительство участка от Туапсе до Адлера.
От Адлера до Сухума предполагалось построить несколько железнодорожных станций и разъездов, мосты и тоннели, но революции 1917 года и гражданская война не позволили осуществить этот план. Строительство участка Адлер — Сухум было прекращено.

Постройка новой дороги имела чрезвычайно важное значение не только для Черноморского побережья Кавказа, но и для всей России.
Её сооружение сокращало транзитный путь в Закавказье практически наполовину, давало дополнительные возможности для развития Туапсинского порта, обеспечивало процветание прилегающих к дороге черноморских курортов и рост товарооборота в регионе.
— Из истории Черноморской железной дороги
2 апреля 1923 года на Междуведомственном Совещании было принято решение о возобновлении строительства Черноморской железной дороги и подтверждено её общегосударственное, транзитное значение. В середине того же года работы по прокладке пути и строительству станций были продолжены, с расчётом закончить весь цикл работ к 1933 году.
Для «успешности достройки» дорога была разделена на два участка: Северный, протяжённостью 137 км. — от Туапсе до Гагр и Южный, протяжённостью 213 км. — от Ахал-Сенаки до Гагр. Строительство Северного участка началось в 1923 году, а Южного, в 1925 году.
26 февраля 1931 года первый поезд через новый мост прибыл на территорию Абхазии, началось регулярное движение до станции Гали.
7 ноября 1932 года состоялось торжественное открытие железнодорожного движения на ст. Очамчыра, а 1 января 1936 года первый поезд прибыл на станцию Келасури.

### В составе Закавказской железной дороги
1 июня 1938 года открыто регулярное пассажирское движение на участке Сухуми — Тбилиси.
Участок Закавказской железной дороги им. Л. П Берии от Адлера до ст. Гагра был завершён строительством в 1941 году. Первый пассажирский поезд из Сочи прибыл на станцию Гагра 28 июля 1941 года.
Перед самым началом Великой Отечественной войны в Гагры и Сухуми стали прибывать строители, инженеры и техника для ускоренного завершения участка от Сухуми до Гагры. Уже в 1942 году было частично открыто движение воинских эшелонов на участке Сухуми — Адлер.
В 1942—1943 годах города Абхазской АССР, мосты, тоннели и станции подвергались массированным бомбардировкам с воздуха самолётами Люфтваффе, порты и гавани — атакам торпедных катеров и подводных лодок Кригсмарине и сателлитов III Рейха. Тем не менее на дороге осуществлялась масштабная плановая перевозка войск, эвакуация раненых и больных воинов в тыловые районы страны.
В годы Великой Отечественной войны были сданы в промышленную эксплуатацию железнодорожные станции Гагра, Пиленково, Гудаута и др. Построены новые мосты и тоннели.
1 января 1946 года было открыто Сухумское отделение Закавказской железной дороги. Позднее отделение в Сухуми было упразднено и переведено в город Самтредиа (Грузия).
В 1949 году в постоянную эксплуатацию принят последний участок Сухуми — Адлер, сквозное рабочее движение по которому было открыто в конце 1942 года.
В феврале 1951 года состоялось торжественное открытие нового железнодорожного вокзала «Ахали-Гагра» (Новая Гагра), возведённого по проекту архитектора 3ои Поченцовой-Орлинской, а 1 декабря того же года открыт для пассажиров железнодорожный вокзал на ст. Сухуми, архитекторы: П. и Л. Мушкуджани.
В 1956 году участок Закавказской железной дороги от Сухуми до стыковой станции Весёлое был полностью электрифицирован постоянным током 3 кВ. На линии появились электровозы ВЛ22 и пассажирские электропоезда. Первый пассажирский электропоезд сообщением Сухуми — Гудаута отправился 22 июля 1956 года. C начале 1960-х годов в Сухумское отделение дороги стали поступать магистральные грузовые электровозы ВЛ8, некоторые из которых до сегодняшнего дня несут свою службу, перевозя нужные для республики грузы.
В советское время в пределах Абхазской АССР, через станции Закавказской железной дороги проходило большое количество грузовых и пассажирских составов. Обслуживалось огромное количество пассажиров, перевозились народнохозяйственные грузы в значительных объёмах:
| Год                               | 1970 | 1975   | 1980   | 1981   | 1982   | 1983   | 1984   | 1985   |
| --------------------------------- | ---- | ------ | ------ | ------ | ------ | ------ | ------ | ------ |
| Отправлено пассажиров (млн. чел.) | 4,0  | ↗ 4,2  | ↘ 2,9  | ↘ 2,8  | ↘ 2,7  | ↘ 2,4  | ↗ 2,5  | → 2,5  |
| Отправлено грузов (тыс. тонн)     | 2741 | ↗ 3154 | ↘ 2841 | ↗ 2924 | ↘ 2122 | ↘ 1934 | ↗ 2023 | ↗ 2282 |

В Сухуми находилось пассажирское вагонное депо ЛВЧД-1, моторвагонное и локомотивное депо. Пассажирские и грузовые поезда обслуживались локомотивами ТЧ Сухуми и ТЧ Самтредиа (Грузия).
После распада СССР, обретения Абхазией независимости и с началом боевых действий на территории республики, общие показатели работы дороги заметно снизились:
| | 2000  | 2003 | 2005 | 2006  | 2007 | 2008  | 2009  | 2010  |
| --- | ----- | ---- | ---- | ----- | ---- | ----- | ----- | ----- |
| Перевезено пассажиров (тыс. чел.)                                                                                   | 369.2 | 45.0 | 18.0 | 24.8  | 15.4 | *     | *     | *     |
| Перевезено грузов (тыс. тонн)                                                                                       | 41.0  | 19.9 | 78.1 | 142.9 | 98.3 | 233.8 | 260.2 | 334.8 |
| Доходные поступления (пассажиры, млн руб.)                                                                          | 1.9   | 0.3  | 0.1  | 0.2   | 0.1  | *     | *     | *     |
| Доходные поступления (перевозка грузов, млн руб.)                                                                   | 1.8   | 1.4  | 3.9  | 7.7   | 8.3  | 13.8  | 21.5  | 37.5  |
| Среднесписочная численность работников дороги (чел.)                                                                | 798   | 542  | 472  | 385   | 396  | 395   | 447   | 467   |
| * — перевозку пассажиров осуществляло ООО «Тверской экспресс» (не являлось налоговым резидентом Республики Абхазия) |       |      |      |       |      |       |       |       |

### Железная дорога во времена грузино-абхазского конфликта

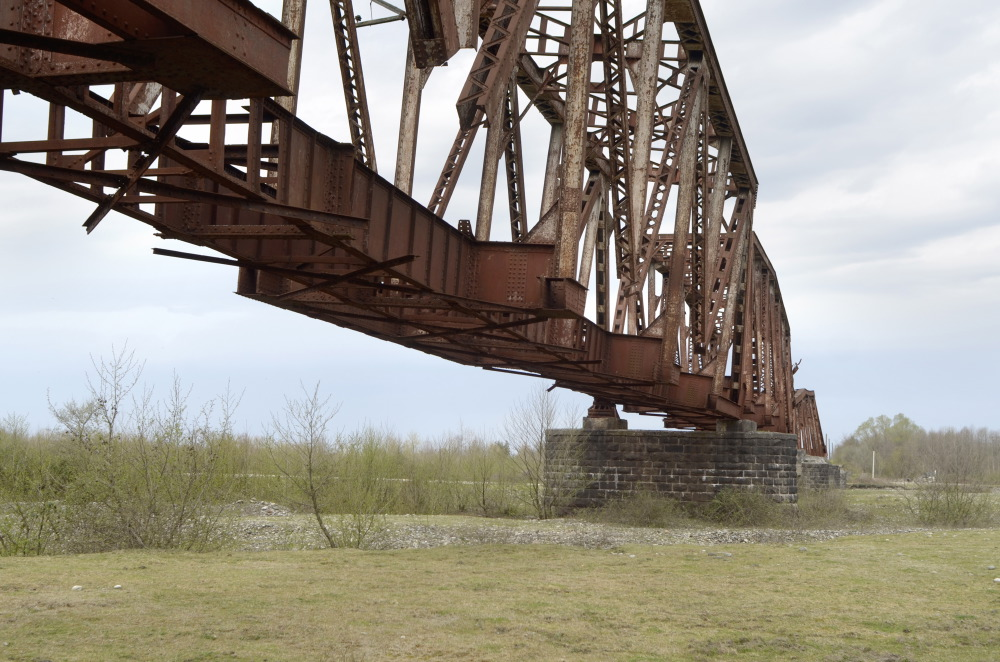
Повреждённый (взорваный) мост через реку Ингури. 2013 год

С началом грузино-абхазского конфликта железные дороги и станции на всей территории Абхазии попали в зону активных боевых действий. Пострадала транспортная инфраструктура (Демонтирована Контактная сеть). Часть подвижного состава была уничтожена или сильно повреждена.
В 1992 году предлогом для вторжения вооружённых сил Госсовета Грузии на территорию Абхазии как раз и стала «необходимость охраны железной дороги от грабежей и банд». 14 августа 1992 года был взорван железнодорожный мост через реку Ингур (не восстановлен) и транзитное железнодорожное движение через Абхазию было прекращено. Железнодорожная линия от станции Сухум после грузино-абхазской войны движение поездов осуществляется тепловозной тягой. А от станции Ачгуара ж.д. полотно демонтировано  
Грузинские власти стали переименовывать станции, заменяя русские и абхазские названия на грузинские. Так, Гребешок превратился в Тхеми, Звандрипш — в Шавцхела, Арсаул — в Санапиро, Адзюбжа — в Цкургели. После 1993 года некоторые станции вновь переименовали (Тхеми в Чыгрыпш, Шавцхела в Мчышта, Санапиро в Цкуара).
27 марта 2002 года в электропоезде Очамчыра — Сухум был совершён теракт. Погиб 1 человек.
2 декабря 2002 года недалеко от платформы Блабырхуа с рельсов сошёл поезд с российскими миротворцами.
25 декабря 2002 года, впервые с начала войны было открыто движение из Абхазии в Россию (пригородный поезд Сухум — Сочи).
28 февраля 2003 года в районе населённого пункта Мысра с рельсов сошли два вагона с зерном, переданным Абхазии правительством Российской Федерации в качестве гуманитарной помощи: прогнившие шпалы не выдержали гружёных вагонов.

### Восстановление путевого хозяйства
В начале 2000-х годов часть железнодорожного полотна была восстановлена при участии России и стала использоваться. Было открыто движение пригородных поездов из Сухума до Псоу, Очамчыры и Ткуарчала (по состоянию на август 2017 года отменены), налажена перевозка угля в порт Очамчыра.
В 2004 году возобновлено регулярное пассажирское движение поездов дальнего следования из России в Абхазию. С 2015 года, в летние месяцы, курсирует пригородный пассажирский поезд Адлер — Гагра российского формирования на тепловозной тяге.
- 2004 год — силами России был произведён капитальный ремонт участка пути Псоу — Сухум, 10 сентября 2004 года открыто движение трёх беспересадочных вагонов по маршруту Москва — Сухум. Вагоны отправлялись с Курского вокзала (с 2010 года с Павелецкого вокзала) с поездом № 75/76 Москва — Адлер. Далее эти вагоны с новым локомотивом и ещё тремя прицепленными вагонами следовали до пограничной станции Весёлое, после которой номер поезда становился № 627/628, и он следовал до Сухума. На территории Абхазии поезд останавливался на Псоу (техническая), Цандрыпшь, Гагра, Гудаута, Новый Афон.
- 2008 год — отменён последний пассажирский поезд внутриреспубликанского сообщения Сухум — Гудаута. Ранее курсировали пригородные поезда Сухум — Псоу, Сухум — Сочи[46], которые были отменены после аварии на тяговой подстанции в посёлке Цандрыпшь.
- Лето 2008 года — силами российских железнодорожных войск был отремонтирован участок Сухум — Очамчыра[47].
- Май 2009 года — президент Абхазии Сергей Багапш объявил о том, что Абхазская железная дорога будет передана под управление России на 10 лет[48][49], впоследствии он пояснил, что на восстановление железной дороги Россией ОАО «РЖД» будет выделен кредит 2 млрд рублей, который будет возвращён за счёт бизнеса и что для нормальной работы по железной дороге и продвижения грузов на российскую территорию Абхазской железной дороге нужны международные коды, которых у неё пока нет, а потому железную дорогу необходимо передать в управление ОАО «РЖД»[50].
- Июнь 2010 года — восстановлено движение пригородных поездов на участке Адлер — Гагра[51].

В феврале 2011 года в рамках межправительственных соглашений между Российской Федерацией и Республикой Абхазия ОАО «РЖД» и унитарное предприятие «Абхазская железная дорога» начинают реализацию проекта по капитальному ремонту железнодорожной инфраструктуры на участке Весёлое — Сухум. Планировалось оздоровить свыше 130 км пути и 166 комплектов стрелочных переводов. Предполагалось завершение работ в трёхмесячный срок. В Абхазию были направлены 600 единиц специализированного подвижного состава и откомандированы свыше 500 работников РЖД.
После этого стали вводиться новые пассажирские поезда формирования ОАО ФГК и ОАО СКППК:
- 30 июня 2011 года «РЖД» открыло движение пассажирских электропоездов между Сочи и Сухумом[53].
- 27 мая 2012 года РЖД открыло движение пассажирского поезда № 75/76 (ныне 305/306) Москва — Сухум взамен беспересадочных вагонов. Поезд отправляется с Курского вокзала.
- Июнь 2014 года — вводятся дополнительные летние поезда по маршруту Санкт-Петербург — Сухум и Воронеж — Сухум.
- 2015 год — маршрут следования сезонного поезда Сухум — Воронеж продлён до Белгорода. На летний сезон введено обращение поезда Адлер — Сухум[54].
- 2017 год — введены летний пассажирский поезд Самара — Пенза — Сухум и ещё один летний пассажирский поезд маршрута Москва — Сухум. По состоянию на август 2017 года восстановлена бо́льшая часть железнодорожной сети дорог на территории Абхазии.
- 2019 год ― у моторвагонного депо Апрелевка приобретены два четырёхвагонных состава ЭР2Т, проданные в связи с поступлением в депо новых составов ЭП2Д, закупленных ЦППК. Купленные электропоезда были перегнаны в Абхазию, но с пассажирами не проработали ни дня.
- 9 июня 2023 года было запущено движение поездов «Ласточка» по маршруту Сочи — Гагра[55].

## Статьи и публикации
- Евгений Крутиков. Абхазская железная дорога: мифы и реальность // Фонд поддержки публичной дипломатии имени А. М. Горчакова : альманах. — 2015. — 26 августа.
- Иванов С. В. Из истории Черноморской железной дороги // Юга.ру : интернет-портал Южного региона. — 2004. — 6 мая.
- Наталья Решетняк. Полотно проблем // Гудок : газета. — 2012. — 3 августа.